# Шемізетка

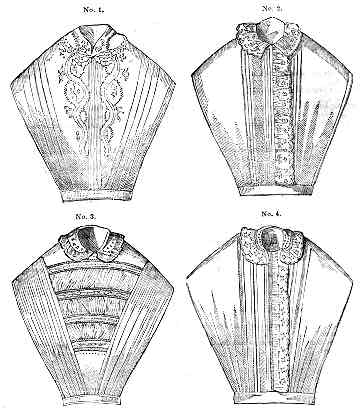
Шемізетки в модному журналі Godey's Lady's Book, 1850 рік

Шемізе́тка (від фр. chemisette — «сорочечка») — нагрудна вставка до жіночої сукні, блузки, жіночий різновид манишки. Шемізетка створює ілюзію наявності під сукнею сорочки або блузки, при цьому не збільшуючи візуально талію або плечі.
Лляні або бавовняні шемізетки у середині XIX ст. носили з денними сукнями. Їх вбирали вишивкою, мереживом, брижами.
Під час панування стилю «пагода» (1850-ті) шемізетки могли споряджати фальшивими підрукавниками (так званими «ангажантами»).
Французьке слово було запозичене російською мовою в XVIII столітті. На рубежі XVIII—XIX століть у Російській імперії спочатку набула поширення сукня вільного покрою «шеміз» (або «шміз»), яку шили з тонких і світлих напівпрозорих тканин за зразком античної туніки і носили поверх корсажа і спідниці, фіжм, головним чином вдома, як «покоєві». Шемізетка як накидка з'явилася в Росії в 1820-ті роки, ставши важливим елементом дамського туалету. Мініатюрна накидка-шемізетка згодом називалася «берта». Потім в 1840-і роки шемізетками стали називати виключно жіночі манишки-вставочки. У М. В. Гоголя в повісті «Тарас Бульба» в літургійному одязі католицького кліру замість альби або камізії виявляється мереживна шемізетка, і для читачів-сучасників в цьому описі була очевидна авторська іронія. У другій половині XIX століття накидку шемізеткою вже не називали, це була виключно дамська манишка або легка напівпрозора блузка з мереживами і рюшами у формі ліфа з рукавами, яку одягали поверх сукні, щоб прикрити виріз, але не приховувати груди і плечі. Слово «шемізетка» вийшло з ужитку до кінця 1910-х років і нині вважається застарілим.